# Gabriel Kapris
Gabriel Lenny Kapris, né à Maprik dans le Sepik oriental le 30 août 1963 et mort à Port-Moresby le 13 août 2023,, est un homme politique papou-néo-guinéen.

## Biographie
Diplômé d'ingénierie de l'université de technologie de Papouasie-Nouvelle-Guinée à Lae, il est employé en 1986 comme ingénieur à Wewak par le ministère des Travaux publics. En 1989 il s'installe brièvement à Alotau et y gère le comité public à l'eau ; en 1990 il déménage à Madang, quitte le service public et travaille comme ingénieur pour plusieurs entreprises privées dont Eda Ranu (entreprise de fournisseur d'eau) et Bougainville Copper, entreprise d'exploitation de cuivre,.
Il entre au Parlement national comme député de Maprik avec l'étiquette du Parti d'action populaire aux élections législatives de 2002,. Il est alors fait ministre des Travaux publics dans le gouvernement de Sir Michael Somare. En août 2005, il est élu chef de son parti, succédant à Brian Pulayasi. En 2006 il est accusé de mensonges dans l'exercice de ses fonctions, et suspendu du Parlement. Il est reconnu coupable en novembre d'avoir menti au gouverneur général en lui affirmant avoir consulté une commission publique avant de nommer en août 2002 un responsable du service public des forêts, et d'avoir proféré un mensonge similaire à la commission de l'ombudsman. Il est condamné à une amende de 2 000 kina (520 €), mais le Premier ministre Somare lui maintient sa confiance et le maintient au gouvernement,.
Réélu député en 2007, il est le ministre du Commerce et des Industries dans le gouvernement Somare d'août 2007 à août 2011. À ce poste, il obtient pour le gouvernement un prêt de la part de la Chine pour la construction d'une zone industrielle maritime à Madang. Il est battu dans sa circonscription en 2012 par John Simon et se lance alors à nouveau dans le milieu des affaires, devenant directeur de plusieurs entreprises privées. En septembre 2016 il est arrêté et inculpé pour vol, abus de pouvoir, détournement de propriété, et tentative de détournement de fonds publics, pour des faits remontant au temps où il était ministre. Il est notamment accusé d'avoir, en tant que ministre des Travaux publics, versé à l'entreprise de son beau-frère 400 000 kina d'argent public ainsi que des machines achetées par l'État pour plus de 3 500 000 kina, pour des travaux routiers qui n'ont jamais eu lieu. En mars 2017 le tribunal met fin aux poursuites à son encontre, faute de preuves suffisantes.
Il retrouve son siège aux élections de 2022, cette fois comme membre du parti Congrès national populaire, et siège sur les bancs de l'opposition parlementaire menée par Joseph Lelang,. Le matin du 13 août 2023, il subit un infarctus aigu du myocarde (une crise cardiaque) ; transporté d'urgence à l'hôpital à Port-Moresby, il est reconnu mort à l'arrivée, à l'âge de 59 ans.